# 賈諒
賈諒（1382年—1439年），字子信，明朝政治人物。
永樂年間，賈諒由舉人入太學，后侍皇太孫朱瞻基說書，后升刑科給事中。宣德四年，彈劾清軍侍郎金庠受賄。并彈劾郎中胡玨、蕭翔等十一人，御史方鼎三人不職。后升爲右副都御史。之後與錦衣衛指揮王裕、參議黃翰、中官張義等巡視四川、江西、湖廣。正統二年，賑災江北、河南水患。正統四年抵達德州，去世。